# 罗泉镇
罗泉镇位于中国四川省内江市资中县，是中国历史文化名镇之一。
罗泉镇毗邻仁寿、威远，地处沱江支流珠溪河的峡谷中。古镇仅有一条五里的长街，形似蛟龙，罗泉因此被称为“龙镇”。

## 行政区划
现辖：
罗泉场社区、小桥村、曹家沟村、燕观村、石河村、泉水村、龙华村、马房村、下河村、小河边村、松坪村、干坝子村、蒲家村、禹王宫村、碑记坎村、云盘村、板栗村、龙灯村、睢家坝村、曾家沟村、板板桥村、共和村、茯苓坡村、窟窿村、许家村和獐子坳村。

## 特产
罗泉豆腐：中国地理标志产品。